# Krčahy
Krčahy (1129 m) – szczyt w Starohorskich Wierchach na Słowacji. Znajduje się w długim grzbiecie z kilkoma niewybitnymi wierzchołkami. Nie jest najwyższym szczytem tego grzbietu, na niektórych mapach zaznaczany i nazwany jest nieco wyższy od niego szczyt Koškov vrch (1131 m), znajdujący się w odległości 330 m na północny zachód
W północno-zachodnim kierunku Krčahy tworzą grzbiet oddzielający dwie doliny: dolinę Jelenskiego potoku i Bukovską dolinę. Cały masyw Krčahów porasta las. W południowym kierunku odchodzi od szczytu krótki grzbiet opadający w widły dwóch źródłowych cieków  potoku Lupčica.

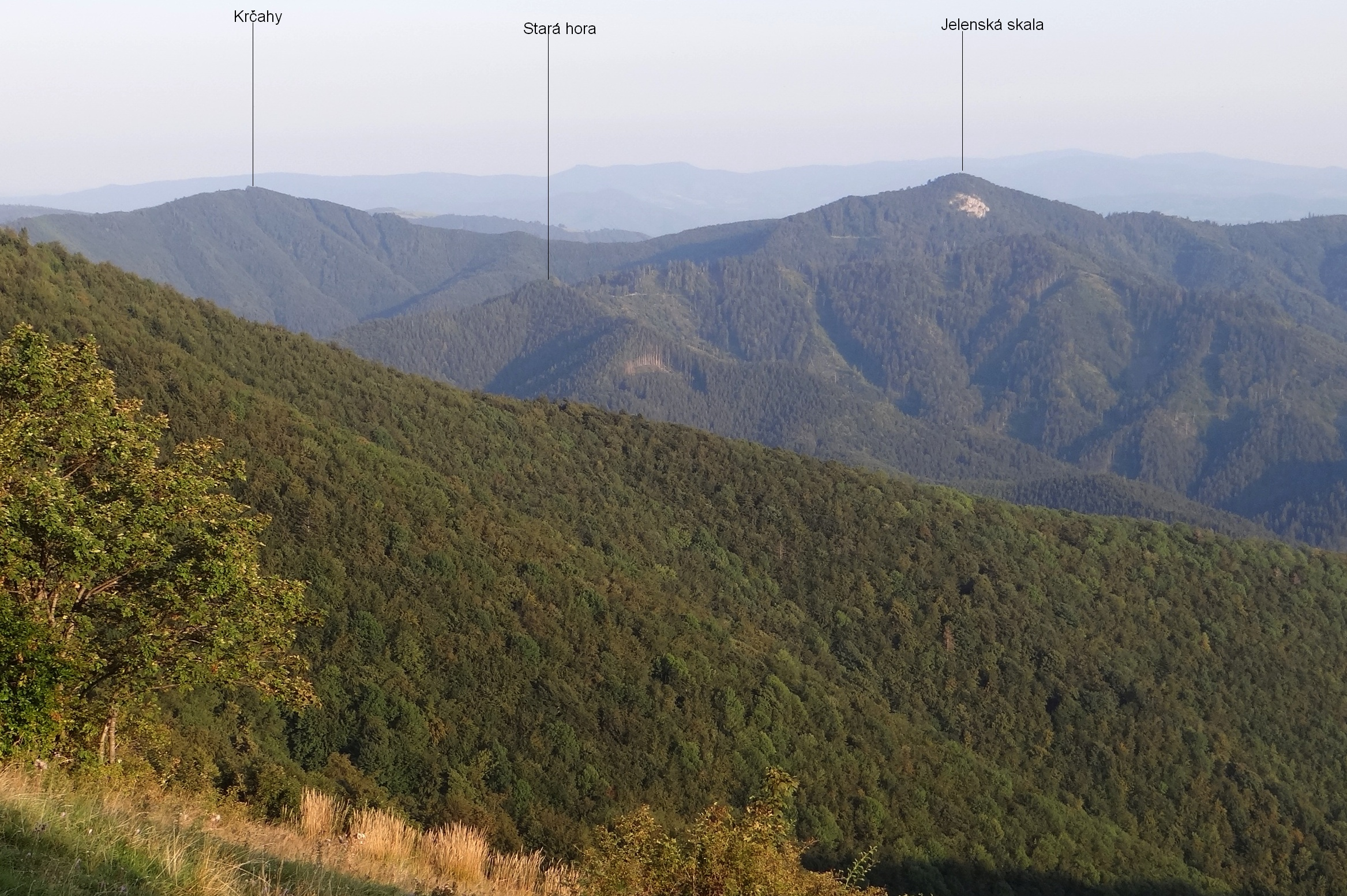
Widok od północnego zachodu